# Oshkosh M911
Oshkosh M911 8×6 — карьерный самосвал грузоподъёмностью 40 тонн, предназначен для перевозки полезных ископаемых в условиях карьера; перевозки сыпучих грузов (руда, уголь, кокс, камень, песок, гравий, включая асфальт и скальные породы); а также различных сыпучих строительных, промышленных грузов; в местах с неразвитой дорожной сетью, в том числе на бездорожье V категории при температуре окружающего воздуха от −50 до +50 градусов по Цельсию.
Самосвал четырёхосный (вторая ось подъёмная), имеет постоянный полный привод (за исключением второй оси).
Карьерный самосвал и седельный тягач Oshkosh M911 выполняет требования DAAE07-76-C4405:

Остановка и продолжение движение самосвала полной массой 65 тонн на 35 % подъёме, удержание скорости в 35,5 км/ч на подъёме в 12 %, максимальная скорость при полной нагрузке 70 км/ч, преодоление водных преград глубиной 1,5 метра с ходу, транспортировка груза при температурах от −50 до +50 °C без подготовки на запуск, долгий срок службы, низкая стоимость жизненного цикла…— 

## Двигатель
Дизельный двигатель марки Detroit Diesel 8V92TA, V-образный, двухтактный, 8-цилиндровый, жидкостного охлаждения, с двойным газотурбинным наддувом и приводным нагнетателем высокого давления Roots. Для охлаждения наддувочного воздуха применяется промежуточный охладитель сжимаемого воздуха по схеме «воздух-воздух». Рабочий объём двигателя 12 литров, мощность составляет 550 л. с. Максимальный крутящий момент 2600 Нм. Непосредственный впрыск дизельного топлива с помощью насос-форсунок. Система питания двигателя оснащена подогревом и топливным фильтром с водяным сепаратором. Система впуска воздуха оснащена трёхступенчатой системой воздушной фильтрации со степенью очистки 99,8 %. Для зимнего запуска двигатель оснащён системой впрыска диэтилового эфира. Объём моторного масла 29 литров, включая водомасляный теплообменник охлаждения. Объём охлаждающей жидкости — 125 литров. Площадь радиаторов системы охлаждения — 13 000 см². Объём топливных баков — 570 литров.

## Трансмиссия
Карьерный самосвал имеет постоянный полный привод на все оси, за исключением второй подъёмной (колёсная формула 8×6). Имеется принудительная блокировка межосевых (в раздаточной коробке, 2 шт.) и межколёсных (в главных передачах, 3 шт.) дифференциалов. Автоматическая коробка перемены передач Allison CLBT 750 с гидротрансформатором, планетарного типа, количество передач вперёд/назад: 5/1. Диапазон передаточных чисел планетарного редуктора от 1,00 до 7,97. Одноступенчатый гидротрансформатор с тремя рабочими колёсами автоматически бесступенчато изменяет крутящий момент в диапазоне от 1/1 до 3/1. Встроенный гидродинамический тормоз-замедлитель мощностью 420 кВт управляется дополнительной напольной педалью. Автоматическая коробка перемены передач оснащена принудительным водомасляным теплообменником. За АКПП установлена дополнительная двухступенчатая коробка передач Fuller AT1202 с передаточными числами 1,99 и 1,0. Раздаточная коробка Oshkosh 63724RX-U одноступенчатая. Установлена коробка отбора мощности.

## Автомобильные мосты
Передний мост ведущий и управляемый, неразрезной, подвеска зависимая, на продольных полуэллиптических многолистовых рессорах (в рессоре 19 листов, размеры листа рессоры 14×90×1800 мм) с гидравлическими амортизаторами. Главная передача двухступенчатая с центральным дифференциалом и с бортовыми планетарными редукторами (в редукторе по пять сателлитов). Полуоси моста полностью разгруженные. Привод моста от раздаточной коробки через двойной карданный вал. Передаточное число главной передачи — 6,21. Допустимая нагрузка на мост — 11 000 кг.
Второй мост неразрезной, зависимого типа. Мост оснащён системой подъёма и опускания типа Pusher. Подвеска моста индивидуальная на продольных рычагах и пневматических рессорах с гидравлическими амортизаторами и стабилизатором поперечной устойчивости. Допустимая нагрузка на мост — 10 000 кг.
Ведущие колёсные мосты задней тележки неразрезные, зависимого типа. Подвеска колёсных мостов балансирная, на многолистовых полуэллиптических рессорах (в рессоре 12 листов, размеры листа рессоры 20×100×1600 мм). Мосты задней тележки оснащены центральным одноступенчатым редуктором в главной передаче и бортовыми планетарными колёсными редукторами с пятью сателлитами. Полуоси моста полностью разгруженные. Межосевой и межколёсный дифференциалы задней тележки оснащены принудительной блокировкой. Допустимая нагрузка на мост 40 000 кг. Передаточное число главной передачи 6,21.
Для выравнивания давления внутри картеров главных передач установлены сапуны. Шланги вентиляции картера выведены выше уровня рамы.

## Рама
В основе шасси — высокорасположенная С-образная автомобильная рама, лестничного типа, изготовленная из высокопрочного и эластичного сплава. Рама состоит из лонжеронов, поперечин и вложенных усилителей. Толщина стенки лонжерона (лонжерон в лонжероне) — 12+9 мм. Ширина полки лонжерона — 92 мм, высота лонжерона — 325 мм. Расстояние между лонжеронами рамы — 920 мм. В раму интегрирован передний стальной бампер, изготовленный из 3 мм стали. На обоих концах рамы размещены силовые поперечные балки с установленными буксирными приборами и коммутационным оборудованием для подключения прицепа. В раму интегрированы буксирные и эвакуационные петли: спереди 2×40 + 2×15 тонн и задние 2×40 тонн. Установлена защита картера двигателя.

## Самосвальное оборудование
| Объём самосвального кузова (геометрический), м³ | 25                                                                              |
| Грузоподъёмность, кг                            | 45 000                                                                          |
| Крепление гидроцилиндра                         | Переднее                                                                        |
| Разгрузка                                       | Задняя, борт имеет автоматический механический механизм блокировки и размыкания |
| Подогрев днища и бортов                         | Выхлопными газами                                                               |
| Угол подъёма кузова, градусов                   | 52                                                                              |
| Защита                                          | Козырёк FOPS                                                                    |
| Толщина днища кузова, мм                        | 12                                                                              |
| Толщина бортов кузова, мм                       | 10                                                                              |
| Материал кузова                                 | Высокопрочная сталь Hardox HB 450                                               |

Самосвальный кузов — стальной, коробчатого типа. Запоры заднего борта автоматические, открываются при подъёме платформы. Опрокидывающее устройство платформы гидравлическое, привод насоса от коробки отбора мощности. Управление подъёмом кузова — электропневматическое из кабины. Кузов имеет обогрев днища по 2-хканальной системе, дополнительный обогрев передней части кузова и задних стоек. Настил пола самосвального кузова и борта изготавливаются из высокопрочной стали марки Hardox 400, Domex 690. Для увеличения производительности самосвал может оснащаться самосвальным прицепом полной массой до 50 тонн, что позволяет увеличить грузоподъёмность самосвального автопоезда до 85 тонн.

## Тормозная система
Тормоза барабанного типа. Привод двухконтурный, пневматический с антиблокировочной системой. Тормозные механизмы оборудованы системой автоматического регулирования. Тормозные энергоаккумуляторы установлены на трёх осях. Привод стояночного тормоза на колёса задней тележки. Дополнительно выведены две линии для тормозной системы прицепа.

## Колёса
Ошиновка двухскатная. Колёса стальные дисковые, 61×24,5 см. Автомобильные шины фирмы Michelin, камерные с регулируемым давлением 14,00 R24 XGC. Количество колёс 12 и одно запасное. Установлена система центральной подкачки колёс. Допускается установка широкопрофильных односкатных шин размером 16,00 R20 для установки на колёсах первых двух осей и размером 24 R21 для установки на колёсах задней тележки.

## Кабина водителя
Трёхместная цельнометаллическая кабина капотного типа, расположена за двигателем. Оборудована системой кондиционирования и автономного отопления воздушным отопителем с предпусковым жидкостным подогревателем двигателя Webasto. Подвеска кабины четырёхточечная, выполнена с учётом постоянной эксплуатации на бездорожье, с системой подрессоривания типа «амортизатор в пружине» и стабилизатором поперечной устойчивости.

## Электрооборудование
Электрооборудование автомобиля рассчитано на напряжение 12 Вольт, два автомобильных аккумулятора по 225 А·ч, автомобильный генератор способен обеспечить силу тока в 100 Ампер.
Установлена розетка для зарядки аккумуляторных батарей от внешнего зарядного устройства.

## Дополнительное оборудование
- Задний буксирный прибор с пневматическими и электрическими линиями.
- Одно- и двухконтурная гидравлические линии к буксируемому прицепу, масляный бак объёмом 416 литров.
- Отбор мощности высокой производительности до 100 % мощности двигателя. Отбор мощности малой производительности.